# Ptolemeu (gnòstic)

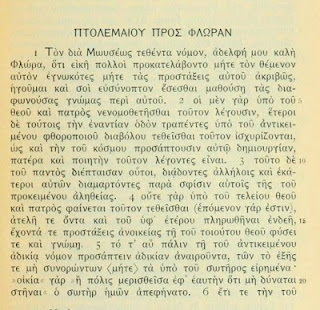
Text en grec de lEpístola a Flora, uno dels escrits més famosos de Ptolemeu

Ptolemeu va ser un gnòstic cristià de l'escola de Valentí, que va escriure cap a la meitat del segle ii una Epístola a Flora (destinada a una dama romana) sobre la diferència entre els elements permanents i els transitoris de la llei mosaica.
No es coneix la seva biografia. Justí menciona un Ptolemeu "mestre cristià" que va morir màrtir a Roma, però no se sap si era la mateixa persona, De fet Ptolemeu va estar sempre dins de la doctrina de l'església, ja que ningú fa constar la seva excomunió, com en canvi, consta la de Marció.
Ireneu explica amb detall la gnosi de Ptolemeu al llibre primer de la seva obra Adversus haereses, i reprodueix un comentari que aquest fa a l'Evangeli de Joan. Epifani ha conservat el text íntegre de l'Epístola a Flora, que es considera vinculat als valentinians.